# Ла-Рокетт-сюр-Сьянь
Ла-Роке́тт-сюр-Сьянь (фр. La Roquette-sur-Siagne, прованс. La Roqueta de Sianha) — коммуна на юго-востоке Франции в регионе Прованс — Альпы — Лазурный берег, департамент Приморские Альпы, округ Грас, кантон Мандельё-ла-Напуль. До марта 2015 года коммуна административно входила в состав упразднённого кантона Мужен (округ Грас).
Площадь коммуны — 6,31 км², население — 4865 человек (2006) с выраженной тенденцией к росту: 5243 человека (2012), плотность населения — 830,9 чел/км².

## Географическое положение
Коммуна Ла-Рокетт-сюр-Сьянь находится в Грасской долине (фр. Vallée grassoise), между Канном (до которого 4 километра) и Грассом (на расстоянии в 9 километров), рядом с городком Мужен, на берегу реки Сьянь. Административно входит в кантон Мужен округа Грасс.

## История
Поселение было впервые письменно упомянуто в 1026 году как фр. castrum Roquetta (замок Рокетта). Согласно записи, эта крепость была дарована аббату Адальберту (бывшему в то же время епископом Антибским).

## Население
С середины XX столетия население коммуны постоянно растёт. Так, в 1962 году здесь проживало 1241 человек, через 20 лет в 1982—2554, а на рубеже XX—XXI столетий (в 1999) — уже 4445. Население коммуны в 2011 году составляло 5106 человек, а в 2012 году — 5243 человека.
| 1962 | 1968 | 1975 | 1982 | 1990 | 1999 | 2006 | 2008 | 2011 | 2012 |
| ---- | ---- | ---- | ---- | ---- | ---- | ---- | ---- | ---- | ---- |
| 1241 | 1670 | 2006 | 2554 | 3642 | 4445 | 4865 | 4976 | 5106 | 5243 |

Динамика численности населения:

## Экономика
В 2010 году из 3305 человек трудоспособного возраста (от 15 до 64 лет) 2463 были экономически активными, 842 — неактивными (показатель активности 74,5 %, в 1999 году — 73,1 %). Из 2463 активных трудоспособных жителей работали 2289 человек (1171 мужчина и 1118 женщин), 174 числились безработными (70 мужчин и 104 женщины). Среди 842 трудоспособных неактивных граждан 336 были учениками либо студентами, 257 — пенсионерами, а ещё 249 — были неактивны в силу других причин.
На протяжении 2010 года в коммуне числилось 1914 облагаемых налогом домохозяйств, в которых проживало 5074,0 человека. При этом медиана доходов составила 23 тысячи 837 евро на одного налогоплательщика.

## Достопримечательности
- Церковь Сен-Жорж
- Церковь Сен-Франсуа-де-Саль (1760)
- Капелла Сен-Жан